# 森繁久彌
森繁 久彌（森繁 久弥、もりしげ ひさや、1913年〈大正2年〉5月4日 - 2009年〈平成21年〉11月10日）は、日本の俳優・声優・歌手・喜劇俳優、元NHKアナウンサー。位階は従三位。最晩年はアクターズセブン所属。身長168cm。血液型はB型。
昭和の芸能界を代表する国民的俳優の一人であり、映画・テレビ・舞台・ラジオ・歌唱・エッセイなど幅広い分野で活躍した。

## 概要
早稲田大学商学部中退後、NHKアナウンサーとして満洲国へ赴任。帰国後、舞台やラジオ番組への出演で次第に喜劇俳優として注目され、映画『三等重役』『社長シリーズ』『駅前シリーズ』で人気を博した。
人よりワンテンポ早い軽快な演技に特色があり、自然な演技の中に喜劇性を込めることのできるユニークな存在として、後進の俳優にも大きな影響を与えた。また、『夫婦善哉』『警察日記』等の演技が高く評価され、シリアスな役柄もこなした。映画出演総数は約250本を超える。舞台ではミュージカル『屋根の上のヴァイオリン弾き』で主演し、上演回数900回・観客動員約165万人の記録を打ちたてた。『オホーツクの舟歌』『知床旅情』の作詞・作曲者であり、歌手としても紅白歌合戦に7年連続で出場している。巧みな語りは「森繁節」と呼ばれるほどに定評があり、ラジオ番組『日曜名作座』への出演のほか、朗読作品も多い。先に亡くなった俳優たちの弔辞を読む姿でも知られる。慈善事業にも尽力し、自身の寄付活動を伴淳三郎らとともにあゆみの箱として法人化している。著書に自伝『森繁自伝』、エッセイ『品格と色気と哀愁と』など多数。
受賞も数多く、紫綬褒章、文化功労者、名誉都民、枚方市名誉市民、国民栄誉賞などのほか、1991年には大衆芸能分野で初となる文化勲章を受章した。

## 来歴

### 生い立ち
1913年5月4日（日曜日）、大阪府北河内郡枚方町（現・枚方市）上之町に父・菅沼達吉と母・馬詰愛江の3人兄弟の末っ子として生まれる。祖父は江戸幕府の大目付・森泰次郎で、その実弟は儒学者の成島柳北である。父の達吉は旧制第二高等学校教員、日本銀行大阪支店長、大阪市高級助役、大阪電燈取締役常務を歴任した実業家 で、母の愛江は大きな海産物問屋の娘であった。久彌という名前は、父が実業家の岩崎久彌（男爵・三菱財閥三代目総帥でエリザベス・サンダースホーム創設者澤田美喜の父）と深い親交を持っていたことに由来する。
2歳の時に父が死去。長兄の弘は母方の実家の馬詰家を継ぎ、次兄の俊哉はそのまま菅沼家を継ぐ。久彌は枚方尋常小学校1年生の時に、母方の祖父で南海鉄道の鉄道技師であった森繁平三郎の家を継ぎ、森繁姓となる。兵庫県西宮市鳴尾に移り住み、小学校5年まで鳴尾小学校に在学。6年生の時に、教育熱心な母親により、旧制大阪府立北野中学校（現・大阪府立北野高等学校）への進学のために堂島小学校へ転校させられる。堂島小卒業後、母親の念願通り北野中学に進学。
旧制北野中学から旧制早稲田第一高等学院に進み、1934年に早稲田大学商学部へ進学。在学中は演劇研究部（略称：劇研）に所属し、先輩部員の山本薩夫や谷口千吉と共に活動、彼らが左翼活動で大学を追われてからは部の中心的存在となった。この頃に萬壽子夫人（当時、東京女子大学の学生）と知り合う。その後、劇研を脱退してアマチュア劇団・中央舞台（後に人間座）を創立し、築地小劇場を借りて『アンナ・クリスティ』を上演した。

### 演劇の世界へ
1936年、必修とされていた軍事教練を拒否して大学を中退。同年に長兄・弘の紹介で東京宝塚劇場（現・東宝）に入社し、日本劇場の舞台進行係を振出しに、東宝新劇団、東宝劇団、古川ロッパ一座と劇団を渡り歩いて下積みを過した。下積み時代は馬の足などしか役が付かなく、日劇で藤山一郎ショーの舞台進行を務めた時、藤山に頼み込み通行人の警官役で舞台に立つも全くウケなかったなどの辛酸を嘗めた。しかし、ロッパ一座では座長の古川から認められ、のちのちまで目をかけられた。この頃に盟友となる山茶花究と出会う。1937年にロッパ一座を退座。1938年に応召されるが、耳の大手術をした後だったため即日帰郷となった。
1939年、NHKのアナウンサー試験に合格。3ヶ月の養成期間終了後、満洲・朝鮮各地の放送局網拡大によるアナウンサーの海外赴任策により希望通り満洲に渡り、満洲電信電話の新京中央放送局に赴任した。アナウンサー業務のほか満洲映画協会製作の映画のナレーション等も手掛け、満映理事長だった甘粕正彦とも交流があった。同じ満洲電電に務めていた赤羽末吉（のちに絵本作家）とも親交を結ぶ。また、満洲各地を回った時のルポルタージュは国定教科書（高等国語二）に採用された。さらに新京放送劇団に所属し、芦田伸介と知り合う。満洲巡業に来た5代目古今亭志ん生、6代目三遊亭圓生とも親交があった。アナウンサー時代に指導した後輩に糸居五郎や現地局員だった岡崎経子(女優･岡崎友紀の母)がいる。
満洲時代には、川一本を隔てたソ連軍に対する謀略放送を行ったり、蘭花特別攻撃隊（B29に体当たり攻撃を行う航空隊（本土での「震天隊」に相当））の為の歌『空に咲く』の作詞も行っている。1945年、敗戦を新京で迎えソ連軍に連行されるなどして苦労の末、1946年11月に帰国。この年、徳島県海陽町の旅館で宿泊中に昭和南海地震に遭遇している。

### 人気タレント・俳優として

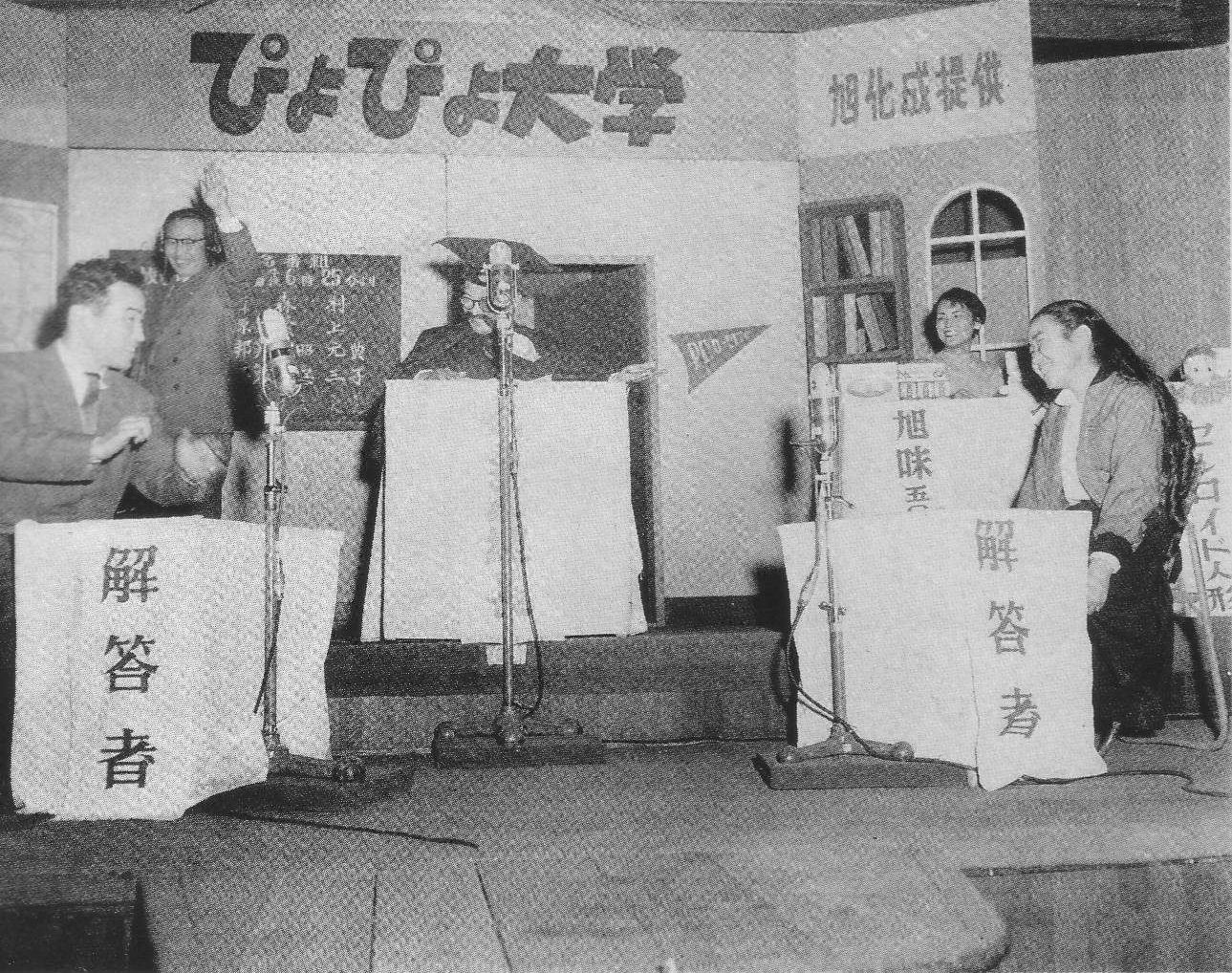
ラジオ東京『ぴよぴよ大学』公開録音で長女とともに解答する森繁（1954年）

帰国後は帝都座ショーや空気座などの劇団を転々とし、この間の1947年、衣笠貞之助監督の『女優』に端役で映画に初出演する。1948年7月には菊田一夫の紹介で、創作座公演の『鐘の鳴る丘』に出演し、井上正夫と共演した。翌1949年に再建されたばかりのムーラン・ルージュに入団し、同年4月の舞台『蛇』で川田順をモデルとした主人公を演じ、10月にはミュージカル『太陽を射る者』に出演、演技だけでは無くアドリブのギャグを混ぜて歌も歌うなど、他のコメディアンとは一線を画す存在として次第に注目を集めた。
1950年、ムーラン・ルージュを退団。同年に古川の推薦でNHKのラジオ番組『愉快な仲間』にレギュラー出演。メインの藤山一郎の相手役を演じ、2人のコンビネーションが人気を呼んで、3年近く続く人気番組となった。この番組でその才能に注目が集まった。
さらに『ラジオ喫煙室』ではメインパーソナリティを務め、ディスクジョッキーの先駆け的存在となった。
こうした活動から映画や舞台に次々と声が掛かるようになる。同年、並木鏡太郎監督の喜劇映画『腰抜け二刀流』で映画初主演。以来B級喜劇映画に多数出演する。1951年、再び菊田に起用され、帝劇ミュージカル『モルガンお雪』で古川、越路吹雪と共演。
1952年、源氏鶏太原作のサラリーマン喜劇映画『三等重役』が出世作となり、河村黎吉演じる社長役に対し、要領のよい人事課長役で助演した。また、1953年からはマキノ雅弘監督の『次郎長三国志』シリーズに森の石松役で出演、第8作の『海道一の暴れん坊』で無念の死を遂げるまで大活躍する。
1955年、久松静児監督の『警察日記』で田舎の人情警官を演じた後、同年公開の豊田四郎監督の名作『夫婦善哉』に淡島千景と共に主演。大阪の金持ちのドラ息子を好演し、生涯の代表作とした。翌1956年には久松監督『神阪四郎の犯罪』で小悪党を演じ、豊田監督の『猫と庄造と二人のをんな』では猫を溺愛するダメ男役で主演、これらの演技で次第に単なるコメディアンから実力派俳優へと転身していった。さらに同年から『社長シリーズ』、1958年から『駅前シリーズ』に主演し、両シリーズとも東宝を支えた大ヒットシリーズとなった。
1960年代以降は豊田監督の『珍品堂主人』『恍惚の人』等に主演、後者ではボケ老人を抜群の演技力でリアルに演じきった。ほか、森﨑東監督による『女シリーズ』ではストリッパー斡旋所の人情味ある親父を演じ、森谷司郎監督の『小説吉田学校』では吉田茂をそっくりに演じた。1980年代以降は舛田利雄監督『二百三高地』、森谷監督『海峡』、市川崑監督『四十七人の刺客』などの作品で重要な役どころで出演した。1997年公開のアニメ映画『もののけ姫』では乙事主の声で声優を務めた。
映画出演の一方、舞台では1958年から芸術座の東宝現代劇に第1回公演の『暖簾』から数多くに主演し、1959年に淡島と自由劇団を旗揚げ。1961年5月に明治座で『佐渡島他吉の生涯』を上演し、1962年1月には森繁劇団を結成。東京宝塚劇場で自ら演出した『南の島に雪が降る』で旗揚げした。また、ミュージカル『屋根の上のヴァイオリン弾き』ではテヴィエ役を演じ、1967年に帝劇で初演以降、1986年までに900回もの公演を行い、舞台の代表作とした。
テレビドラマでは草創期から活躍しており、1958年に放送された、テレビ対映画の人間模様を描いた芸術祭参加の『マンモスタワー』では特別出演。ほか『七人の孫』、竹脇無我と親子を演じた『だいこんの花』、『おやじのヒゲ』で活躍。1957年からは出演者が加藤道子の二人だけという、NHKのラジオ番組『日曜名作座』で声色を変えて何役も演じ、再放送を含めて半世紀の間放送された。
1959年の第10回から1965年の第16回まで、7年連続で歌手としてNHK紅白歌合戦に連続出場。このうち、第10回は森繁の歌のラジオ中継の音声が現存し、第14回と第16回は映像が現存する。1966年の第17回には、「紅白はこれまで年忘れの座興と心得、小生はお付き合いして参りましたが、最近ではギャラ吊り上げの道具などという噂があります。そうしなければならない人に席を譲ってあげぬと、年寄りが憎まれることになりますので、折角の内示がございましたが、本年からは辞退することと致します」と皮肉を込めつつ出場を辞退した。スケジュールや体調の問題ではなく、番組に対する考えのもとで出場を辞退したのはこの時の森繁が初めてである。森繁はこの後もNHK紅白歌合戦には出場歌手としては一切出演することはなかった（応援ゲストでの出演はある）。
1960年に映画『地の涯に生きるもの』の撮影で知床に長期滞在した際に『（原題︰さらば羅臼よ）知床旅情』を作詞・作曲し（シングル発売は1965年）、それを自ら歌うシンガーソングライターとしての活動も行っていた。同曲は1970年に加藤登紀子によってカバーされた。
ラジオやテレビでのトーク番組・バラエティ番組等では、その独特な話り口が「森繁節」として親しまれた。『徹子の部屋』第1回（1976年2月2日）放送分のゲストであり、放送中に突然黒柳徹子の胸を触るというハプニングシーンは、バラエティ番組で『徹子の部屋』第1回放送シーンが流れるたびに使われている。森繁は同番組に通算13回ゲスト出演している。
1982年、佐々木孝丸の後任として日本俳優連合の理事長に就任。2007年に勇退後は永世名誉会長となった。1986年、早稲田大学の卒業式に記念講演の講師として招かれ、大学から卒業証書を受け正式に卒業を認められた。

### 晩年
1990年に妻・杏子（本名︰満壽子）、1999年に長男・泉に先立たれる。長男が行っていた事業の清算のため世田谷区船橋にあった大邸宅を売却し、等価交換の形で跡地に建設されたマンションのワンフロアに転居、家族及び身の回りの世話をする事務所関係者と住んでいた。
2000年に胆管結石のために緊急入院。2002年12月31日（火曜日）、静養先の沖縄県で心筋梗塞で倒れ、一時危険な状態に陥ったが無事に回復し、映画『死に花』で復帰、これが最後の映画出演となった。
2003年には90歳を迎えたことを機に、作家・演出家の久世光彦と『大遺言書』（語り森繁、文は久世）を週刊新潮で連載を開始、後に単行本4冊にまとめられた。当初はこれが最後の仕事と森繁は熱意を持って望んでいたが、諸般の事情から連載終盤は森繁の話がほとんど出て来なくなっていった。また、当初は森繁が初代の主演（水戸光圀役）を務める予定であったTBSの時代劇『水戸黄門』では、12月15日に放送された『水戸黄門 1000回記念スペシャル』に紀伊國屋文左衛門役として最後のゲスト出演を果たす。
2004年1月2日放送のテレビドラマ『向田邦子の恋文』（TBSテレビ）が俳優として最後の演技となり、1980年代半ば以降慣例となっていた大物芸能関係者の葬式における弔辞も、同年1月の坂本朝一元NHK会長のものが最期となった。
2006年3月に22歳年下の久世が急逝。同年3月6日、健康上の理由から周囲が止めたが、それを押し切って久世の通夜に参列。焼香後一旦は帰路につくも、再び会場へ引き返し焼香を行った。この通夜で「どうして僕より先に逝っちゃうんだよ…、長生きするって辛いのう…。」と嘆き哀しむ姿が森繁が公の場へ現れた最期の姿となった。
2007年2月23日、「最後の作品」と銘打った朗読DVD『霜夜狸（しもよだぬき）』が出されたが、これは1991年に舞台用に録音されながらもお蔵入りになった作品を元に新たに編集したものである。現代社会への憂いを込めた「久弥の独り言」も収録されている。このDVD発売の際、森繁の近況が関係者から明かされた。それによれば天気のいい日は散歩や観劇に出掛け、食欲も旺盛でフォアグラやステーキ等の肉料理にうぐいす餅・桜餅・おはぎといった季節の和菓子、常食のショートケーキにコップ一杯の牛乳をかけたもの、特大シュークリームなども平らげた。夜食を食べた後はホットブランデーを愛飲するという元気な日々を送っていた。またこの際、森繁自身も「体は思うように動かないが心は現役である」というコメントを発表している。
2009年8月、同年7月に風邪を引き、そのまま8月3日に至るまで入院中である事が発表された。発熱などの重い症状は7月中に回復したが、痰が出る等の症状が治まらない為に大事をとって退院せずに病院で経過を診る措置がとられた。その後、9月15日に自身が在住する東京都世田谷区内のイベント「第11回世田谷フィルムフェスティバル」において開かれた『名優・森繁久彌展』へメッセージを寄せ、その中で入院の件にも「皆さんに多大なご心配をおかけしましたが、私自身はおだやかに秋をむかえております」と触れた。
同年11月10日午前8時16分、老衰のため東京都内の病院で死去。満96歳だった。10日夜には多くの新聞社で号外が発行され、テレビ各局もニュース速報テロップを流し、ニュース番組ではほぼトップ扱いで森繁の訃報を報じた。更に翌11日付の各社朝刊では1面に訃報が掲載された。なお、リンゼイ・アン・ホーカー殺害事件の容疑者逮捕と報道日時が重なったこともあり、当日夜のニュース番組の視聴率は軒並み20%を超えた。
葬儀は故人の「こぢんまりとしてほしい」との意向で、11日に家族葬に近い密葬形式で送られた。同日午後に記者会見で、所属事務所の守田洋三代表はお別れ会については「関係者に挨拶した後改めて考えたい」と述べた。

### 葬儀・お別れの会
11月20日に青山葬儀所で、葬儀・告別式とファンによる「お別れの会」が行われた。告別式には小泉純一郎元首相を始め、小林桂樹、佐野浅夫、竹脇無我、加山雄三、里見浩太朗、伊東四朗、ペギー葉山、樹木希林、梅宮辰夫、西郷輝彦、あおい輝彦、黒沢年雄、森公美子、関口宏、林家正蔵、野際陽子、黒柳徹子、加藤登紀子、中村玉緒、中村メイコ、司葉子、西田敏行、和田アキ子、砂川啓介、大山のぶ代 ら多くの芸能・政財界関係者が参列した。祭壇には天皇からの祭粢料（さいしりょう／一般の香典に当たる物）と生前に贈られた文化勲章などが飾られた。墓所は谷中霊園寛永寺墓地。法名は「慈願院釋浄海」（じがんいんしゃくじょうかい）。

### 没後
12月8日、日本政府は大衆芸能の発展に尽くし、多くの人材を育てた生前の功績に対して、従三位に叙せられると同時に国民栄誉賞を授与する閣議決定が行われた。国民栄誉賞の受賞は森光子以来18人目で、俳優での受賞は長谷川一夫、渥美清、森に次いで4人目。表彰式は12月22日に執り行われた。受賞年齢は最年長でもある。
2010年2月6日、出身地の大阪府枚方市で市葬が行われ、地元（大阪11区）選出で内閣官房長官の平野博文（当時）も参列した。
同年6月に次男・森繁建と長女・和久昭子による、対談共著『人生はピンとキリだけ知ればいい わが父、森繁久彌』（新潮社）が刊行された。

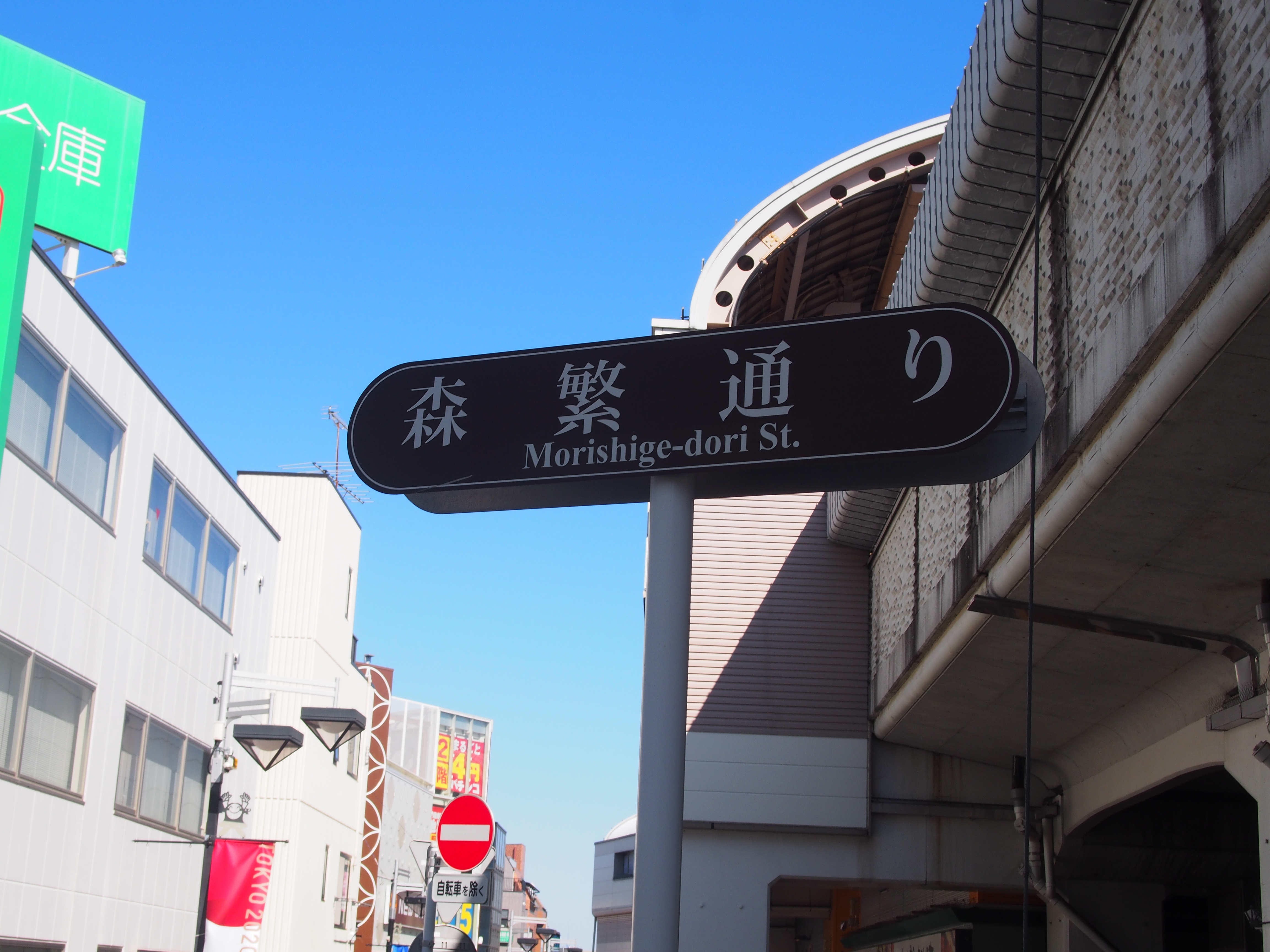
『森繁通り』

同年11月の一周忌に当たり、東京都世田谷区が小田急電鉄千歳船橋駅から旧森繁私邸へ抜ける世田谷区道を『森繁通り』と命名することを決定し、11月13日に命名式典が世田谷区長・熊本哲之と森繁建（次男）を始めとする関係者列席の下に執り行われた。2014年11月22日、千歳船橋駅前に森繁が『屋根の上のヴァイオリン弾き』で演じたテヴィエ役姿の胸像「テヴィエ像」の除幕式が行われた。

## 人物
1975年に『屋根の上のヴァイオリン弾き』の役作りの一環として（白い）口髭と顎髭を蓄え、以後それがトレードマークとなった。本人も気に入り、また一度剃ると蓄えるまで時間がかかるということで、オファーがあった際に髭があっても差し支えない役かを尋ねたという。ただし、役の上で髭は邪魔ということであれば剃っている（映画『小説吉田学校』など）。
1977年に、60歳から80歳までの年齢層を「熟年」と呼ぶことを提唱した原三郎（東京医科大学名誉教授）からパーティーでこの言葉について説明を受ける。以後、森繁もこの意見に賛同、1981年にテレビ朝日系で放映されたテレビドラマ『森繁久彌のおやじは熟年』では主役を務めた。このドラマの主人公は67歳の実業家という設定で、森繁本人と同じく「老年と目されることを嫌って"熟年"だとしきりにこだわる人物」とされていた。著書を多く著しているが、家族曰く最晩年のものを除けばゴーストライターをほとんど使わず、ほぼ自筆で書かれたものであるという。またファンレターもスターとしては珍しく、全て自らが必ず目を通し、できる限り自筆で返事を書くようにしていたという。
芸能界の人間が仕事上で悩まされがちな不眠とは全く縁がなく15分で熟睡できるほど寝つきが良く、これが長命を保った一因とも呼ばれている。やり方を脚本家の辻真先に教えるなどしていた。

### 趣味
射撃を趣味にしていた時期があった。所有していた散弾銃は、独創的な機構を持つイタリア製の銘銃「コスミ」であったことが射撃界では知られている。また芸能人・文化人の射撃好きで結成している『芸能文化人ガンクラブ』会長を結成以来務めていた。晩年は健康上の理由で、会の運営は会長代行（2代目理事長）の高木ブーに委ねていた。現在はヒロミが3代目会長として運営している。
ゴルフも若い頃にやっており、広島県東広島市の賀茂カントリークラブの設立に携わり初代社長も務めていた。賀茂カントリークラブには森繁のライフワークであったミュージカル『屋根の上のヴァイオリン弾き』の像が設置されている。
1960年代にはヨットに傾倒。1965年頃、神奈川県横須賀市に佐島マリーナを建設。自ら社長としてマリーナ経営を行った。

### 人間関係
駆け出しの放送作家だった向田邦子の才能を高く買い、自身のラジオ番組スタッフに抜擢し、本格的な放送作家となるきっかけを作った。その後『七人の孫』や『だいこんの花』シリーズなど多くの番組でタッグを組んだ。向田の墓石に刻まれた『花ひらき はな香る 花こぼれ なほ薫る』の詩は森繁の作である。
竹脇無我の父・竹脇昌作とはアナウンサー時代からの親友であった。無我は森繁と自殺した自分の父の姿とがだぶることから、彼を「オヤジ」と呼び慕っていた。
舞台・ドラマで多くの共演者から慕われ、その結束は森繁ファミリーと言われたほどで、竹脇無我、松山英太郎、林与一、西郷輝彦、あおい輝彦らが薫陶を受けた。小林桂樹や藤岡琢也、宝田明を実弟のように大変可愛がっていた。
吉本興業の社長であった八田竹男は北野中学校時代からの同級生である。
松元恵美は姪（兄の娘）の孫にあたる。
みのもんたの伯父と一緒に芝居をしていた関係で、みのの世田谷区の自宅の離れに森繁が下宿していた事がある。

## 評価
森繁の成功の影響でコメディアンの中からベテランになるに連れ、シリアスな演技者となりたがる者が多発した為、作家の小林信彦は著書『日本の喜劇人』で、その様な傾向の人々を「森繁病」と呼んだ。ただ、小林は同書で、森繁は元来シリアスな役者志望者であり、たまたまコメディアンとしての才能もあった為、一時的にその様に注目されたのであって、その為、彼の「転身」を他のコメディアンが単純に真似するのはおかしいとしている。森繁自身も、周辺から大御所として祭り上げられたり、役として説教臭いキャラクターを演じることはあっても、自ら人生の先達めいて生き方を誇示するようなふるまいがあったわけではない。
2000年にキネマ旬報が発表した「20世紀の映画スター・男優編」で著名人選出の日本男優第9位にランクインされている（同率9位に渥美清、萬屋錦之介）。

## 受賞・受章歴

### 栄典・称号
- 1964年：紺綬褒章
- 1975年：紫綬褒章
- 1983年：都民文化栄誉章
- 1984年：文化功労者
- 1984年：大阪府枚方市名誉市民
- 1987年：勲二等瑞宝章[32]
- 1991年：文化勲章（大衆芸能演劇者として史上初）
- 1997年：名誉都民
- 2009年：従三位、国民栄誉賞

### 受賞
- 1955年：ブルーリボン賞主演男優賞 『夫婦善哉』
- 1955年：毎日映画コンクール 男優主演賞 『夫婦善哉』『渡り鳥いつ帰る』『警察日記』『人生とんぼ返り』
- 1964年：NHK放送文化賞
- 1974年：菊池寛賞
- 1976年：ゴールデン・アロー賞特別賞
- 1976年：紀伊國屋演劇賞特別賞 『屋根の上のヴァイオリン弾き』
- 1976年：菊田一夫演劇賞 大賞 『屋根の上のヴァイオリン弾き』
- 1976年：毎日芸術賞
- 1979年：芸術選奨文部大臣賞
- 1979年：芸能功労者表彰
- 1980年：菊田一夫演劇賞 特別賞
- 1982年：日本文芸家協会大賞
- 1984年：山路ふみ子映画賞文化賞
- 1984年：日本アカデミー賞 優秀主演男優賞 『小説吉田学校』
- 1985年：エランドール賞 特別賞
- 1985年：早稲田大学芸術功労者表彰
- 1986年：交通文化賞
- 1987年：放送文化基金賞
- 1991年：日本アカデミー賞 優秀主演男優賞 『流転の海』
- 1992年：「映画の日」特別功労大章
- 1995年：日本映画批評家大賞ゴールデン・グローリー賞
- 2004年：喜劇人大賞名誉功労賞
- 2009年：第51回日本レコード大賞特別功労賞（没後追贈）
- 2009年：日刊スポーツ映画大賞特別賞（没後追贈）
- 2009年：国民栄誉賞（没後追贈）
- 2009年：毎日映画コンクール 特別賞（没後追贈）
- 2010年：エランドール賞 特別賞
- 2010年：第33回日本アカデミー賞 協会栄誉賞（没後追贈）[33]

## 役職
- 日本俳優連合永世名誉会長（3代目理事長）
- 水と緑の館名誉館長
- 芸能文化人ガンクラブ会長（初代）
- 日本喜劇人協会会長（第3代）
- 社団法人あゆみの箱永世名誉会長（元）
- 関東小型船安全協会会長（初代）

## 出演作品

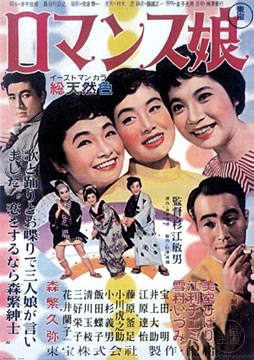
映画『ロマンス娘』（ポスター）での森繁（右下）

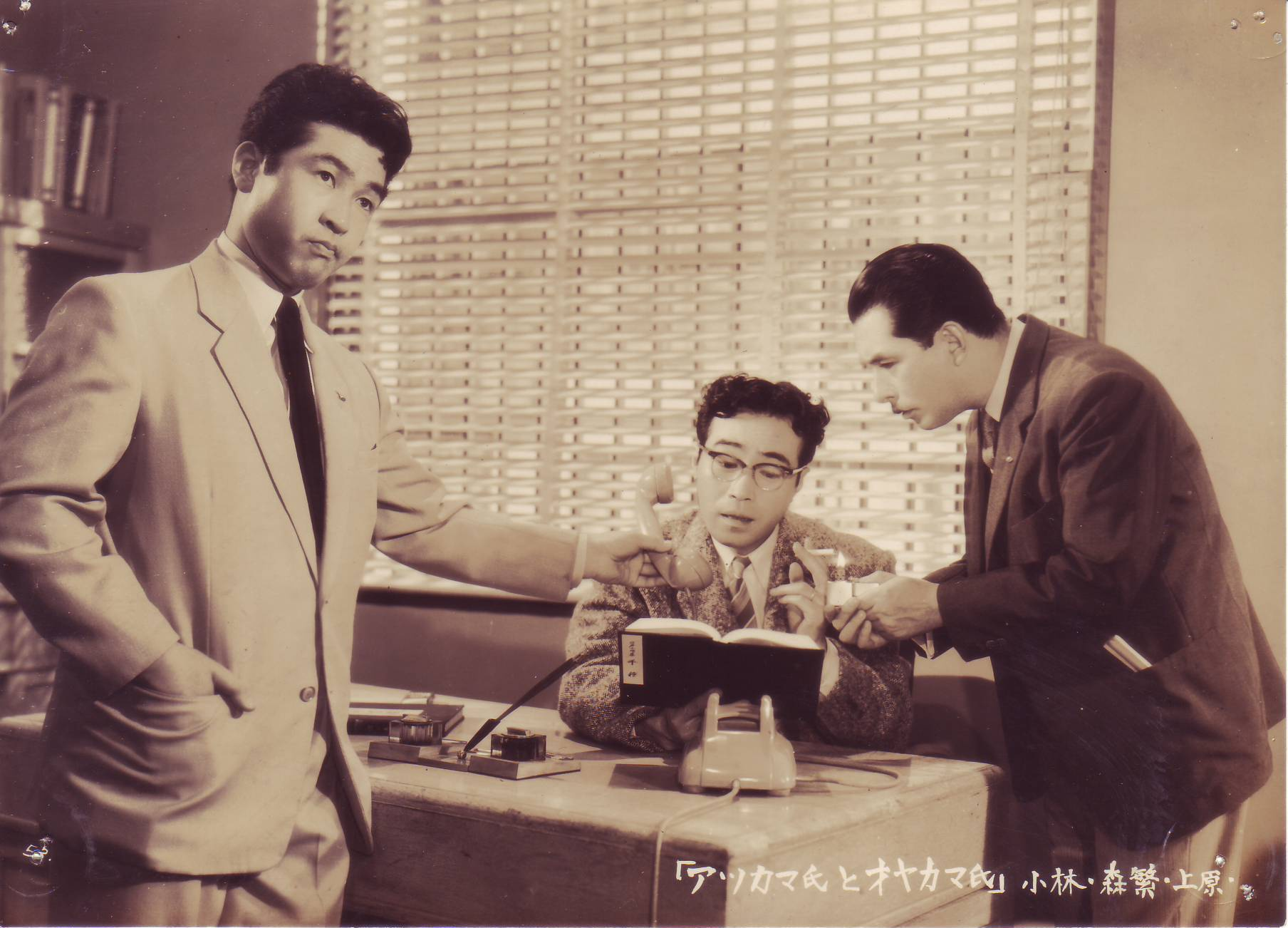
新東宝映画「アツカマ氏とオヤカマ氏」（1955年）スチル写真（中央が森繁、左は小林桂樹、右は上原謙）

### 映画

#### シリーズ作品
- 次郎長三国志シリーズ 全7作（東宝） - 森の石松
  - 第二部 次郎長初旅（1953年）
  - 第三部 次郎長と石松（1953年）
  - 第四部 勢揃い清水港（1953年）
  - 第五部 殴込み甲州路（1953年）
  - 第六部 旅がらす次郎長一家（1953年）
  - 第七部 初祝い清水港（1954年）
  - 第八部 海道一の暴れん坊（1954年）
- 社長シリーズ 全33作（東宝）
  - へそくり社長（1956年） - 田代善之助
  - 続へそくり社長（1956年） - 田代善之助
  - はりきり社長（1956年） - 大神田平八郎
  - 社長三代記（1958年） - 浅川啓太郎
  - 続・社長三代記（1958年） - 浅川啓太郎
  - 社長太平記（1959年） - 牧田庄太郎
  - 続・社長太平記（1959年） - 牧田庄太郎
  - サラリーマン忠臣蔵（1960年） - 大石良雄
  - 続サラリーマン忠臣蔵（1961年） - 大石良雄
  - 社長道中記（1961年） - 三沢英之助
  - 続・社長道中記（1961年） - 三沢英之助
  - サラリーマン清水港（1962年） - 山本長五郎
  - 続サラリーマン清水港（1962年） - 山本長五郎
  - 社長洋行記（1962年） - 本田英之助
  - 続・社長洋行記（1962年） - 本田英之助
  - 社長漫遊記（1963年） - 堂本平太郎
  - 続・社長漫遊記（1963年） - 堂本庄太郎
  - 社長外遊記（1963年） - 風間圭之助
  - 続・社長外遊記（1963年） - 風間圭之助
  - 社長紳士録（1964年） - 小泉礼太郎
  - 続・社長紳士録（1964年） - 小泉礼太郎
  - 社長忍法帖（1965年） - 岩戸久太郎
  - 続・社長忍法帖（1965年） - 岩戸久太郎
  - 社長行状記（1966年） - 栗原弥一郎
  - 続・社長行状記（1966年） - 栗原弥一郎
  - 社長千一夜（1967年） - 庄司啓太郎
  - 続・社長千一夜（1967年） - 庄司啓太郎
  - 社長繁盛記（1968年） - 高山圭太郎
  - 続・社長繁盛記（1968年） - 高山圭太郎
  - 社長えんま帖（1969年） - 大高長太郎
  - 続・社長えんま帖（1969年） - 大高長太郎
  - 社長学ABC（1970年） - 網野参太郎
  - 続・社長学ABC（1970年） - 網野参太郎
- 駅前シリーズ 全24作（東京映画）
  - 駅前旅館（1958年） - 生野次平
  - 喜劇 駅前団地（1961年） - 戸倉金太郎
  - 喜劇 駅前弁当（1961年） - 柳田金太郎
  - 喜劇 駅前温泉（1962年） - 吉田徳之助
  - 喜劇 駅前飯店（1962年） - 徳清波
  - 喜劇 駅前茶釜（1963年） - 森田徳之助
  - 喜劇 駅前女将（1964年） - 森田徳之助
  - 喜劇 駅前怪談（1964年） - 森田徳之助
  - 喜劇 駅前音頭（1964年） - 森田徳之助
  - 喜劇 駅前天神（1964年） - 森田徳之助
  - 喜劇 駅前医院（1965年） - 森田徳之助
  - 喜劇 駅前金融（1965年） - 森田徳之助
  - 喜劇 駅前大学（1965年） - 森田徳之助
  - 喜劇 駅前弁天（1966年） - 森田徳之助
  - 喜劇 駅前漫画（1966年） - 森田徳之助
  - 喜劇 駅前番頭（1966年） - 森田徳之助
  - 喜劇 駅前競馬（1966年） - 森田徳之助
  - 喜劇 駅前満貫（1967年） - 森田徳之助
  - 喜劇 駅前学園（1967年） - 森田徳之助
  - 喜劇 駅前探検（1967年） - 森田徳之助、ナレーター
  - 喜劇 駅前百年（1967年） - 森田徳之助、森田達之助
  - 喜劇 駅前開運（1968年） - 森田徳之助
  - 喜劇 駅前火山（1968年） - 森田徳之助
  - 喜劇 駅前桟橋（1969年） - 森田徳之助
- 新・三等重役シリーズ 全4作（東宝） - 沢村四郎
  - 新・三等重役（1959年）
  - 新・三等重役 旅と女と酒の巻（1960年）
  - 新・三等重役 当るも八卦の巻（1960年）
  - 新・三等重役 亭主教育の巻（1960年）
- 女シリーズ 全4作（松竹） - 金沢
  - 喜劇 女は男のふるさとヨ（1971年）
  - 喜劇 女生きてます（1971年）
  - 喜劇 女売出します（1972年）
  - 女生きてます 盛り場渡り鳥（1972年）

#### その他
- 女優（1947年、東宝）
- 腰抜け二刀流（1950年、新東宝） - 宮本武蔵之助（初主演）
- 恋人（1951年、新東宝） - ダンスホールのマネージャー
- ブンガワンソロ（1951年、新東宝） - 武上等兵
- チャッカリ夫人とウッカリ夫人（1952年、新東宝） - 茂さん
  - 続チャッカリ夫人とウッカリ夫人 底抜けアベック三段とび（1952年、新東宝） - 高橋頑鐵
- 三等重役（1952年、東宝） - 浦島人事課長
  - 続三等重役（1952年、東宝） - 浦島人事課長
  - 一等社員 三等重役兄弟篇（1953年、東宝） - 天栗太郎
- 腰抜け巌流島（1952年、大映） - 宮本武蔵
- 東京の恋人（1952年、東宝）- 赤澤社長
- 凸凹太閤記（1953年、大映） - 木下藤吉郎
- 坊っちゃん（1953年、東京映画） - 赤シャツ
- 芸者小夏（1954年、東宝） - 川島
- スラバヤ殿下（1955年、日活） - 長曽我部久太郎、長曽我部永二（二役）
- 警察日記（1955年、日活） - 吉井巡査
- 次郎長遊侠伝 秋葉の火祭り（1955年、日活） - 森の石松
- 森繁の新入社員（1955年、東宝） - 豊臣三太郎
- 番場の忠太郎（1955年、新東宝） - 青木一作
- 渡り鳥いつ帰る（1955年、東京映画） - 吉田伝吉
- 芸者小夏 ひとり寝る夜の小夏（1955年、東宝） - 川島
- 夫婦善哉（1955年、東宝） - 維康柳吉
- 人生とんぼ返り（1955年、日活） - 市川段平
- 花嫁会議（1956年、東宝） - 山ノ内専務
- 神阪四郎の犯罪（1956年、日活） - 神阪四郎
- ロマンス娘（1956年、東宝） - 森下
- 猫と庄造と二人のをんな（1956年、東京映画） - 庄造
- 世にも面白い男の一生 桂春団治（1956年、宝塚映画） - 桂春団治
- 白夫人の妖恋（1956年、東宝） - 終南山の道士（ノンクレジット）[要出典]
- 雪国（1957年、東宝） - 伊村
- 伴淳・森繁の糞尿譚（1957年、松竹） - 阿部丑之助
- 気違い部落（1957年、松竹） - 解説者X氏
- 負ケラレマセン勝ツマデハ（1958年、東宝） - 岡見久吉
- 東京の休日（1958年、東宝） - ファッションショーのMC
- 暖簾（1958年、東宝） - 八田吾平
- 人生劇場 青春篇（1958年、東宝） - 吉良常
- 野良猫（1958年、東宝（宝塚映画製作））
- グラマ島の誘惑（1959年、東京映画） - 香椎宮為久
- 花のれん（1959年、宝塚映画） - 河島吉三郎
- 珍品堂主人（1960年、東京映画） - 加納夏麿
- 路傍の石（1960年、東京映画） - 愛川庄吾
- ふんどし医者（1960年、東宝） - 小山慶斎
- がめつい奴（1960年、東宝） - 向山彦八
- 地の涯に生きるもの（1960年、東宝） - 村田彦市
- 南の島に雪が降る（1961年、東京映画） - 森大尉
- 小早川家の秋（1961年、宝塚映画） - 磯村英一郎
- 青べか物語（1962年、東京映画） - 先生
- 箱根山（1962年）
- 忠臣蔵 花の巻・雪の巻（1962年、東宝） - 半兵衛
- 憂愁平野（1963年）
- 喜劇 とんかつ一代（1963年、東京映画）- 久作
- 台所太平記（1963年、東京映画） - 千倉磊吉
- 天才詐欺師物語 狸の花道（1964年、東宝） - 赤井紋太
- われ一粒の麦なれど（1964年、東京映画） - 乳児院院長
- 裸の重役（1964年、東宝） - 日高孝四郎
- 喜劇 各駅停車 （1965年、東宝）- 寺山源吉
- 大冒険（1965年、東宝） - 首相[34]
- 水戸黄門漫遊記（1969年、東宝） - 徳川光圀
- 男はつらいよ 純情篇（1971年、松竹） - 千造
- 座頭市御用旅（1972年、東宝） - 藤兵衛
- 恍惚の人（1973年、芸苑社） - 立花茂造
- 喜劇 百点満点（1976年、東宝） - 北上大三
- ふたりのイーダ（1976年） - 須川利一郎
- 姿三四郎（1977年、東宝） - 玄沙和尚
- 事件（1978年、松竹） - 清川民蔵
- 夢一族 ザ・らいばる（1979年、東映） - 雨笠治平
- 二百三高地（1980年、東映） - 伊藤博文
- 連合艦隊（1981年、東宝） - 本郷直樹[35]
- 海峡（1982年、東宝） - 岸田源助
- 小説吉田学校（1983年、東宝） - 吉田茂
- ふしぎな國・日本（1983年、松竹） - 老人
- さよならジュピター（1984年、東宝） - 地球連邦大統領[36]
- 空海（1984年、東映） - 阿刀大足
- 開港風雲録 YOUNG JAPAN（1989年、東宝） - 井伊直弼
- 流転の海（1990年、東宝） - 松坂熊吾
- 四十七人の刺客（1994年、東宝） - 千坂兵部
- GOING WEST 西へ…（1997年、東映） - 近所の修ちゃん
- 新サラリーマン専科（1997年、松竹） - 寺内庄助
- 死に花（2004年、東映） - 青木六三郎（最後の映画出演）

### 声の出演
- 白蛇伝（1958年、東映） - 男性キャラクターのすべて
- ラッコ物語（1987年、東宝） - 長老
- 風が吹くとき（1987年、ヘラルド） - ジム
- せんぼんまつばら 川と生きる少年たち（1992年、スペース映像） - 昔語り
- もののけ姫（1997年、スタジオジブリ） - 乙事主 役[37] / エミシの老人[要出典] 役
- ヘラクレス（1997年、ディズニー） - ナレーター
- どんぐりの家（1997年、映画『どんぐりの家』製作委員会） - ナレーション
- ドラえもん のび太と翼の勇者たち（2001年、東宝） - 鳥野博士[38]

### テレビドラマ
- 東芝日曜劇場（TBS）
  - 第4話「忘れえぬクリスマス」（1956年）
  - 第58話「鬼よりこわい清水の港」（1958年）
  - 第103話「マンモスタワー」（1958年）
  - 第109話「冬の人」（1958年）
  - 第162話「一枚看板」（1960年）
  - 第996話「雨傘」（1976年）
  - 第1042話「ちいさな愛」（1976年）
  - 第1328話「哀愁のやもめたち」（1982年）
- 吾輩は猫である（1963年、NHK総合） - 苦沙弥
- 七人の孫（1964年 - 1966年、TBS） - 北原亮作
- 太陽の丘[39]（1966年 - 1967年、NHK総合） - 八代邦住
- S・Hは恋のイニシァル（1969年、TBS） - 重太郎
- おれの義姉さん（1970年、TBS） - 浜野真砂
- だいこんの花（1970年 - 1977年、NET） - 永山忠臣
- 時間ですよ（1973年、TBS） - 元旅回り一座の女形
- あんたがたどこさ 全2シリーズ（1973年 - 1975年、TBS） - 林田明経
- 水もれ甲介（1974年、日本テレビ） - 三ッ森保太郎
- 水戸黄門（TBS / C.A.L）
  - 第5部 第24話「二人の御老公・佐賀」（1974年） - 前佐賀藩主鍋島光茂
  - 第14部 第19話「悪を懲らした喧嘩友達・会津」（1984年） - 会津藩主松平正容
  - 第15部 第12話「偽黄門様は喧嘩医者・小倉」（1985年） - 玄磧
  - 第22部 第23話「悪計暴いた備前焼・岡山」（1993年） - 備前遊山
  - 第23部 第22話「白いお髭の意地比べ・萩」（1995年） - 前長州藩主毛利綱広
  - 1000回記念3時間スペシャル（2003年） - 紀伊國屋文左衛門
- 大河ドラマ (NHK総合)
  - 元禄太平記（1975年） - 徳川光圀
- 土曜ドラマ 平岩弓枝シリーズ この町の人（1975年、NHK総合）
- いごこち満点 第17話（1976年、TBS） - 岩崎
- 江戸を斬る（TBS / C.A.L） - 徳川斉昭
  - 江戸を斬るII（1975年 - 1976年）
  - 江戸を斬るIII（1977年）
  - 江戸を斬るVII（1987年）
  - 江戸を斬るVIII（1994年）
- 三男三女婿一匹 全3シリーズ（1976年 - 1980年、TBS） - 桂大五郎
- 毛糸の指輪（1977年、NHK総合）
- お手々つないで（1977年 - 1998年、NBN・ANB・ABC・HTB・KHB・KSB・UHT・KBC） - 原洋介
- ドラマ人間模様 赤サギ（1978年、NHK総合） - 守屋繁一
- 悪女について（1978年、テレビ朝日） - 沢山栄次
- 熱い嵐（1979年、TBS） - 高橋是清
- 天山先生本日も多忙（1979年、テレビ朝日） - 主演・並川天山
- 24時間テレビ愛は地球を救うスペシャルドラマ（日本テレビ）
  - 機の音（1980年） - 主演
  - 黒い雨・姪の結婚（1983年） - 主演・閑間重松
- 関ヶ原（1981年、TBS） -  - 主演・徳川家康
- 森繁久彌のおやじは熟年（1981年、テレビ朝日） -  - 主演・大文字泰助
- 裸の大将放浪記（1982年 - 1997年、関西テレビ） - 園長
- 関西テレビ開局25周年記念 吉田茂（1983年、関西テレビ） -  - 主演・吉田茂
- 芸能生活50周年記念・栄花物語（1983年、フジテレビ） - 田沼意次
- 向田邦子新春ドラマスペシャル（TBS）
  - 眠る杯（1983年） - 周造
  - 麗子の足（1987年） - 日高喬平
  - 響子（1996年） - 常吉
- ガンコおやじに敬礼!（1985年、TBS） - 岩倉忠行
- そして戦争が終った（1985年、TBS） - 鈴木貫太郎
- 年末時代劇スペシャル（日本テレビ）
  - 忠臣蔵（1985年） - 吉良上野介
  - 白虎隊（1986年） - 井上丘隅
  - 田原坂（1987年） - 龍左民
  - 五稜郭（1988年） - 佐藤泰然
  - 勝海舟（1990年） - 渋田利右衛門
  - 鶴姫伝奇 -興亡瀬戸内水軍-（1993年） - 越智兵庫助安用
- おやじのヒゲ（1986年 - 1996年、TBS） - 大国辰造
- 森繁久彌ドラマ 花くらべ（1988年、TBS） -  - 主演・岩佐東吉、佐々軍六
- 翔んでる!平賀源内（1989年、TBS / C.A.L） - 鴻池宗右衛門
- 新春ドラマスペシャル みんな玉子焼き（1990年1月1日、テレビ朝日） - 大田原泰造
- 社長になった若大将（1992年、TBS） - 織部寿光
- 清左衛門残日録（1993年、NHK総合） - 安富忠兵衛
- 銀色の恋文（1994年、フジテレビ）※未放送作品で、2009年11月14日に追悼番組として初放送
- 銭形平次 第5シリーズ 第10話「過去からの告発」（1995年、フジテレビ） - 勘助
- とおりゃんせ〜深川人情澪通り 第13話「鶴の行方」（1996年、NHK総合） - 亀蔵
- 大岡越前 第14部 第1話「大岡越前」（1996年、TBS / C.A.L） - 見雲遊山
- 森繁久彌ドラマスペシャル・おじいさんの台所（1997年、テレビ東京） - 佐藤真三
- 南町奉行捕物帖 怒れ!求馬 第1話・第2話（1997年、TBS） - 田安幽斉
- 人情馬鹿物語（1998年、テレビ東京）
- 飛んで火に入る春の嫁（1998年、テレビ東京）
- 新春ワイド時代劇 / 赤穂浪士（1999年、テレビ東京） - 四方庵宗徧
- 永遠のアトム 手塚治虫物語（1999年、TX） - 幼少時代の手塚の前に現れる謎の老人
- 怒る男 わらう女（1999年、NHK総合）
- あ・うん（2000年、TBS） - 水田初太郎
- 女と愛とミステリー / 森繁久彌サスペンス小池真理子の「鍵老人」（2001年、テレビ東京） -  - 主演・西村与平（最後の主演作）
- 旗本退屈男 第5話「幽霊城の姫君」（2001年、フジテレビ） - 立石右京太夫
- こちら第三社会部（2001年、TBS） - 毛利晋一郎（最後の連ドラ準レギュラー格出演）
- 向田邦子の恋文（2004年、TBS） - 建具師・庄野羊吉

### その他のテレビ番組
- 華やかなる饗宴（1955年、NHK総合）
- 徹子の部屋（NET→テレビ朝日）
  - 1976年2月2日放送（第1回ゲスト、ゲスト出演1回目）
  - 1977年1月4日放送（ゲスト出演2回目）
  - 1977年12月1日放送（ゲスト出演3回目）
  - 1980年5月15日放送（ゲスト出演4回目）
  - 1984年2月2日放送（ゲスト出演5回目）
  - 1986年2月3日放送（ゲスト出演6回目）
  - 1989年2月2日放送（ゲスト出演7回目）
  - 1993年1月28日放送（ゲスト出演8回目）
  - 1993年5月4日放送（ゲスト出演9回目）
  - 1997年4月29日放送
  - 2001年2月2日放送（最後のゲスト出演13回目）[40]
  - 2009年11月12日放送（追悼特別番組）
  - 2010年2月1日放送（35周年特別番組）
- わたしの自叙伝「森繁久彌〜放浪の青春〜」（1981年1月15日、NHK）[41]
- 森繁対談・日曜日のお客様（1982年、毎日放送）
- NHK特集「森繁久彌 900回目のフィナーレ」（1986年6月20日、NHK総合）[42]
- 森繁久彌 世紀を越えて88歳〜名優と語る温故知新〜（2001年5月4日、NHK BS2）
- 人間ビジョンスペシャル「知床悠久の半島」（2001年12月18日、北海道テレビ制作・テレビ朝日系全国ネット） - ナレーション

### 広告
- 全日空
- 興和 キャベジンコーワ
- コカ・コーラ
- 日本国有鉄道
- シーメンス 補聴器
- 三井不動産 レッツ
- 佐渡汽船（ラジオのみ）
- 松下電器産業（現：パナソニック）ナショナル マックロード
- 第二電電（現：KDDI）
- 日本IBM（AS/400）
- 奥の松酒造（ビンのラベルの書）

### ラジオ番組
- ラジオ小咄（1950年、NHKラジオ第1）
- 愉快な仲間（1950 - 1952年、NHKラジオ第1放送）[43]
- ラジオ喫煙室（1950年11月11日 - 1965年4月2日、NHKラジオ第1）
- 日曜名作座（1957 - 2008年、NHKラジオ第1）
- 日曜喫茶室「奈落で聴いたカーテンコール」（1980年4月13日、NHK-FM）
- 森繁ゴールデン劇場（1961年 - 1962年、文化放送）
- 今晩は森繁久彌です（1964年 - 1967年、文化放送）
- 友よ!森繁だ（1978年10月2日 - 、文化放送）[44]

### 舞台
- 暖簾（1958年）
- 佐渡島他吉の生涯（1961年）
- 屋根の上のヴァイオリン弾き（1967年 - 1986年） - テビィエ[42]
- 孤愁の岸（1983年）
- 狐狸狐狸ばなし
- 台所太平記
- 赤ひげ診療譚
- お遊さま

### 作詞・作曲
- オホーツクの舟歌（1960年）
- 知床旅情（1963年）
- 東京の屋根（1978年）作詞　（作曲：樋口康雄）
- 能登の夢（1988年）

### LPレコード
- 夜の詩集（1959年、日本コロムビア）/船頭小唄、満州里小唄、ゴンドラの唄、真白き富士の峯、さすらいの唄、島原子守唄、箱根山ーだんちょねーラッパ節、荒城の月
- おらが唄さ（1963年、日本コロムビア）
- 森繁久彌 魅力のすべて（1969年、日本コロムビア）
- しれとこ旅情（1971年、日本コロムビア）
- 我がセンチメンタルの碑（発売年不明、日本フォノグラム）

### EP・シングルレコード
※知床旅情は日本コロムビアを始め他の各レコード会社より企画ものを含めて多数発売されている。
- ちぎれ千鳥に雲が飛ぶ / 函館哀歌（1977年、ポリドール：DR-6143）

### コンパクトディスク
- 森繁久彌全集 〜青春が花ならば〜（1996年、日本コロムビア）
- 森繁久彌大全集（2007年、森繁久彌さんを偲んで[45] 日本コロムビア）
- 愛誦詩集（2001年、エイベックス）
- 望郷詩集（2003年、エイベックス）
- 森繁ゴールデン劇場「あの唄 この唄 僕の唄」[46]（2008年、ビクターエンタテインメント）
- 森繁久彌 歌の旅 映画の人生[47]（2010年、ビクターエンタテインメント）

## NHK紅白歌合戦出場歴
（NHK総合・ラジオ第1）
| 年度 / 放送回   | 回 | 曲目                   | 出演順  | 対戦相手      | 備考 |
| --------------- | -- | ---------------------- | ------- | ------------- | ---- |
| 1959年 / 第10回 | 初 | カチューシャ           | 23 / 25 | 越路吹雪（1） |      |
| 1960年 / 第11回 | 2  | フラメンコ・ソーラン節 | 15 / 27 | 江利チエミ    |      |
| 1961年 / 第12回 | 3  | 五木の子守唄           | 17 / 25 | 寿美花代      |      |
| 1962年 / 第13回 | 4  | しれとこ旅情           | 20 / 25 | 越路吹雪（2） |      |
| 1963年 / 第14回 | 5  | フラメンコかっぽれ     | 08 / 25 | 楠トシエ      |      |
| 1964年 / 第15回 | 6  | 戦友                   | 21 / 25 | 越路吹雪（3） |      |
| 1965年 / 第16回 | 7  | ゴンドラの唄           | 15 / 25 | 吉永小百合    |      |

（注意点）
- 対戦相手の歌手名の（ ）内の数字は、その歌手との対戦回数、備考のトリ等の次にある（ ）はトリ等を務めた回数を表す。
- 曲名の後の（○回目）は、紅白で披露された回数を表す。
- 出演順は「（出演順） / （出場者数）」で表す

## 著書
- 『こじき袋』読売新聞社、1957年3月5日。中公文庫、1980年
- 『森繁久弥の朝の訪問』〈NHK新書〉、日本放送出版協会、1957年4月25日。
- 『アッパさん船長』中央公論社、1961年4月20日。中公文庫、1978年
- 『見て来た・こんな・ヨーロッパ』雪華社、1961年4月15日。中公文庫、1992年
- 『森繁自伝』中央公論社 1962、中公文庫 1977、改版2003
- 『はじのうわぬり 森繁らくがき帖』今野書房 1964
- 『友よ明日泣け : 今晩は森繁です』サンケイ新聞出版局、1966年5月20日。
- 『ブツクサ談義』未央書房 1967
- 『猛烈社員の条件 社長さん森繁です』東京12チャンネル制作部編 新人物往来社 1969
- 『わたしの自由席』大学書房・2分冊 1977、中公文庫 1979
- 『一片の雲 森繁久彌随筆集』ちはら書房 1979
- 『にんげん望遠鏡』朝日新聞社 1979
- 『さすらいの唄 私の履歴書』日本経済新聞社 1981
- 『こぼれ松葉 森繁久弥の五十年』日本放送出版協会 1983
- 『にんげん望艶鏡』朝日新聞社、1983年11月20日。
- 『人師は遭い難し』新潮社 1984
- 『ふと目の前に 自伝エッセイ』東京新聞出版局 1984、小池書院・道草文庫 1997
- 『あの日あの夜 森繁交友録』東京新聞出版局 1986、中公文庫 2005
- 『左見右見』扶桑社 1987、読みはトミコウミ
- 『海よ友よ メイキッスIII号日本一周航海記』朝日新聞社 1992
- 『隙間からスキマへ』日本放送出版協会 1992、日本図書センター「人間の記録」 1998
- 『夜光虫』新潮社 1993
- 『帰れよや我が家へ』文春ネスコ 1994
- 『青春の地はるか 五十年目の旧満州への旅』日本放送出版協会 1996
- 『もう一度逢いたい』朝日新聞社 1997、朝日文庫 2000
- 『品格と色気と哀愁と』朝日新聞社 1999、朝日文庫 2001
- 『森繁久彌86才芸談義』聞き手倉本聰 小学館文庫 1999
- 『大遺言書』語り 久世光彦 文 新潮社 2003、新潮文庫 2006
- 『今さらながら 大遺言書』語り 久世光彦 文 新潮社 2004
- 『生きていりゃこそ』語り 久世光彦 文 新潮社 2005
- 『さらば大遺言書』語り 久世光彦 文 新潮社 2006

### 共編著
- 『わたしのニューカレドニア』小谷章共編 太陽出版 1982
- 『男と女の一心不乱 対談』加藤登紀子、加藤唐九郎共著 風媒社 1997
- 『森繁久弥の碧い海をもとめて "めいきっすIII世号"日本一周クルージング フォトエッセー』

佐々木正和写真 東京新聞出版局 1992
- 『森繁巡礼　忘れがたき旅路、わが故郷を求めて　森繁久弥フォトエッセイ』日本テレビ 1992

### 作品集
- 『森繁久彌コレクション』（全5巻）藤原書店、2019-2020
  1. 道―自伝　鹿島茂 解説
  2. 人―芸談　松岡正剛 解説
  3. 情―世相　小川榮太郎 解説
  4. 愛―人生訓　佐々木愛 解説
  5. 海―ロマン　片山杜秀 解説

### 回想・評伝
- 『銀幕の天才 森繁久弥』山田宏一編、ワイズ出版、2003、本人・関係者インタビューほか
- 『人生はピンとキリだけ知ればいい わが父、森繁久彌』新潮社、2010

森繁建（次男）・和久昭子（長女）の対談共著。写真多数
- 小林信彦『森繁さんの長い影』文藝春秋 2010、文春文庫 2013、追悼の「森繁論」を収録
- 小林信彦『日本の喜劇人　決定版』新潮社、2021。初刊版は中原弓彦名義で晶文社・1973年刊
- 楠木賢道『森繁久彌・精神史の源流　幕末・明治から昭和戦前まで』藤原書店、2022、森繁家のルーツをたどる

## 揮毫など
- NHK大河ドラマ / 秀吉（1996年、NHK） - 題字
- 吟醸酒「神の座」 - 命名・題字（青森県・尾崎酒造）
- 日本酒「泉正宗」 - 題字（兵庫県・泉酒造）

## 森繁久彌を演じた俳優
- 吉田鋼太郎（2016年、『トットてれび』）
- 近藤真彦（2017年、『トットちゃん!』）
- 渡辺大知（2019年、『いだてん〜東京オリムピック噺〜』）